# Hercule de Charnacé
Hercule de Charnacé, född omkring 1577 och död 1637, var en fransk baron, diplomat och militär.
Han var först kammarherre hos Richelieu, och användes därefter från mitten av 1620-talet i diplomatiska beskickningar, varvid han visade sig vara en av Frankrikes dugligaste diplomater. 1629 bemedlade han stilleståndet i Altmark. 1631 ledde hans långvariga förhandlingar med Gustav II Adolf till det svensk-franska fördraget i Bärwalde. 1634 sändes de Charnacé som ambassadör till Nederländerna, och lyckades där förmå landet till ett fördrag, som skyddade Frankrike mot en spansk-nederländsk separatfred. 1635 blev han generalmajor, och stupade därefter 1637 vid Bredas belägring.